# آلایش

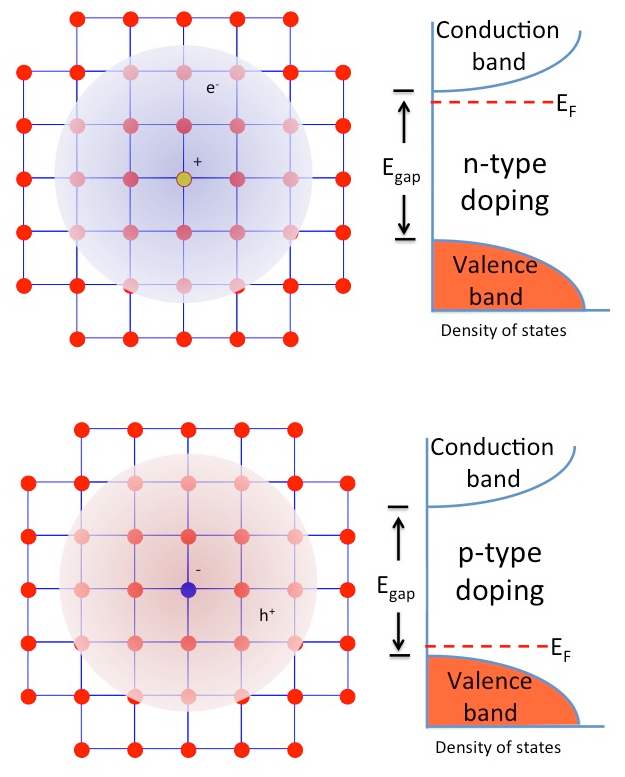
نمونه‌ای از ساختار آلایش کریستالی در نیمه‌هادی‌ها

آلایش یا دوپینگ (به انگلیسی: Doping) در تولید نیم‌رسانا، به واردکردن عمدی ناخالصی‌ها به یک نیم‌رسانای ذاتی به منظور تغییر در ویژگی‌های الکتریکی، نوری و ساختاری آن است. مادهٔ آلاییده به عنوان یک نیم‌رسانای غیرذاتی نامیده می‌شود. 
تعداد کمی از اتم های ناخالص می توانند توانایی یک نیمه هادی برای هدایت الکتریسیته را تغییر دهند. هنگامی که به ترتیب یک اتم ناخالص به هر 100 میلیون اتم اضافه شود، آلایش(دوپینگ) کم یا سبک است. هنگامی که تعداد زیادی اتم ناخالص اضافه می شود، به ترتیب یک در ده هزار اتم، آلایش(دوپینگ) به عنوان زیاد یا سنگین نامیده می شود. این اغلب به صورت n+ برای دوپینگ نوع n یا p+ برای دوپینگ نوع p نشان داده می شود.(برای توضیح دقیق تر مکانیسم دوپینگ به مقاله نیمه هادی ها مراجعه کنید.) نیمه هادی که تا حد بالایی دوپ شده باشد که بیشتر شبیه هادی عمل می کند تا نیمه هادی، نیمه هادی منحط نامیده می شود. یک نیمه هادی را می توان نیمه هادی ذاتی در نظر گرفت که در مقادیر مساوی p و n آلایش(دوپ) شده باشد. 
در زمینه فسفر و سوسوزن، آلایش به عنوان فعال سازی شناخته می شود. این را نباید با فعال سازی ناخالصی در نیمه هادی ها اشتباه گرفت. آلایش همچنین برای کنترل رنگ در برخی از رنگدانه ها استفاده می شود. 

## تاریخچه
اثرات ناخالصی ها در نیمه هادی ها (دوپینگ) مدت هاست که به طور تجربی در دستگاه هایی مانند آشکارسازهای رادیویی کریستالی و یکسو کننده های سلنیوم شناخته شده بود. به عنوان مثال، در سال 1885 شلفورد بیدوول و در سال 1930 دانشمند آلمانی برنهارد گودن، هر یک به طور مستقل گزارش دادند که خواص نیمه هادی ها به دلیل ناخالصی های موجود در آنها است. یک فرآیند آلایش(دوپینگ) به طور رسمی توسط جان رابرت وودیارد که در شرکت اسپری ژیروسکوپ در طول جنگ جهانی دوم کار می کرد، ایجاد شد. اگرچه کلمه دوپینگ(doping) در آن به کار نمی رود، اما ثبت اختراع او در ایالات متحده که در سال 1950 صادر شد، روش هایی را برای افزودن مقادیر بسیار کمی از عناصر جامد از ستون نیتروژن جدول تناوبی به ژرمانیوم برای تولید دستگاه های اصلاح کننده توصیف می کند. درخواسته او برای کار بر روی رادار مانع از ادامه تحقیقات وودیارد در مورد آلایش(دوپینگ) نیمه هادی شد.
کار مشابهی در آزمایشگاه‌های بل توسط گوردون کی تیل و مورگان اسپارکس انجام شد، با ثبت اختراع ایالات متحده که در سال 1953 صادر شد. ثبت اختراع قبلی وودیارد دلیل دعوی قضایی گسترده توسط اسپری رند بود.

## غلظت حامل
غلظت ماده ناخالص مورد استفاده بر بسیاری از خواص الکتریکی تأثیر می گذارد. از همه مهمتر غلظت حامل بار ماده است. در یک نیمه هادی ذاتی تحت تعادل حرارتی، غلظت الکترون ها و حفره ها معادل هستند. یعنی:
{\displaystyle n=p=n_{i}}
در یک نیمه هادی غیر ذاتی تحت تعادل حرارتی، این رابطه تبدیل می شود (برای دوپینگ کم):
{\displaystyle n_{0}.p_{0}=n_{i}^{2}}
که در آن n0 غلظت الکترون های رسانا، p0 غلظت حفره رسانا، و ni غلظت حامل ذاتی ماده است. غلظت حامل ذاتی بین مواد متفاوت است و به دما بستگی دارد.به عنوان مثال، نیکل سیلیکون تقریباً 1010×1.08 سانتی متر مکعب در 300 کلوين است، تقریباً دمای اتاق. به طور کلی افزایش دوپینگ به دلیل غلظت بیشتر حامل ها منجر به افزایش رسانایی می شود. نیمه هادی های منحط (بسیار دؤپ شده) دارای سطوح رسانایی قابل مقایسه با فلزات هستند و اغلب در مدارهای مجتمع به عنوان جایگزینی برای فلز استفاده می شوند.
اغلب از نمادهای اضافه و منفی برای نشان دادن غلظت نسبی دوپینگ در نیمه هادی ها استفاده می شود. به عنوان مثال، n+ نشان دهنده یک نیمه هادی نوع n با غلظت دوپینگ بالا، اغلب منحط شده است. به طور مشابه، p- نشان دهنده یک ماده از نوع p بسیار کم دوپ شده است. حتی نمونه های منحط دوپینگ نشان دهنده غلظت کم ناخالصی ها نسبت به نیمه هادی پایه است. در سیلیکون کریستالی ذاتی، تقریباً 1022×5 اتم بر سانتی متر مکعب وجود دارد. غلظت دوپینگ برای نیمه هادی های سیلیکونی ممکن است از 1013 3-cm تا 1018 3-cm باشد. غلظت دوپینگ بالای حدود 1018 3-cm در دمای اتاق منحط در نظر گرفته می شود. سیلیکون منحط دوپ شده دارای نسبتی از ناخالصی به سیلیکون به ترتیب جزء در هزار است. این نسبت ممکن است در سیلیکون بسیار کم دوپ شده به قسمت در میلیارد کاهش یابد. مقادیر غلظت معمولی جایی در این محدوده قرار می گیرند و برای ایجاد خواص مطلوب در دستگاهی که نیمه هادی برای آن در نظر گرفته شده است، تنظیم می شود.

## تاثیر بر ساختارنوار ممنوعه(Band gap)
دوپینگ یک نیمه رسانا در یک کریستال خوب، حالات انرژی مجاز را در داخل شکاف نواری ایجاد می کند، اما بسیار نزدیک به نوار انرژی که با نوع ناخالصی مطابقت دارد. به عبارت دیگر، ناخالصی های دهنده الکترون حالت هایی را در نزدیکی نوار رسانایی ایجاد می کنند در حالی که ناخالصی های گیرنده الکترون حالت هایی را در نزدیکی باند ظرفیت ایجاد می کنند. شکاف بین این حالات انرژی و نزدیکترین باند انرژی معمولاً به عنوان انرژی پیوند محل ناخالصی یا EB نامیده می شود و نسبتاً کوچک است. به عنوان مثال، EB برای بور در حجم سیلیکون  0.045eV  است، در مقایسه با فاصله باند سیلیکون حدود 1.12eV. از آنجایی که EB بسیار کوچک است، دمای اتاق به اندازه‌ای گرم است که عملاً تمام اتم‌های ناخالص را از نظر حرارتی یونیزه کند و حامل‌های بار آزاد در نوارهای رسانایی یا ظرفیت ایجاد کند.

### ارتباط با غلظت حامل (دوپینگ کم)
برای سطوح پایین دوپینگ، حالات انرژی مربوطه به صورت پراکنده توسط الکترون ها (باند رسانایی) یا حفره ها (باند ظرفیت) پر می شوند. نوشتن عبارات ساده برای غلظت الکترون و حامل حفره، با نادیده گرفتن طرد پائولی امکان پذیر است (از طریق آمار ماکسول-بولتزمن):
{\displaystyle n_{e}=N_{c}(T)exp((E_{f}-E_{c})/kT),n_{h}=N_{v}(T)exp((E_{v}-E_{F})/kT)}
که در آن EF سطح فرمی، EC حداقل انرژی نوار رسانایی و EV حداکثر انرژی باند ظرفیت است. اینها با مقدار غلظت ذاتی از طریقی مرتبط هستند:
{\displaystyle n_{i}^{2}=n_{h}n_{e}=N_{V}(T)N_{C}(T)exp((E_{V}-E_{C})/kT)}
عبارتی مستقل از سطح دوپینگ، زیرا EC - EV شکاف باند(بند گپ) با دوپینگ تغییر نمي کند.
فاکتورهای غلظت NC(T) و NV(T) توسط فرمول زیر به‌دست می آیند:
{\displaystyle N_{C}(T)=2(2\pi m_{e}^{*}kT/h^{2})^{3 \over 2},N_{V}(T)=2(2\pi m_{h}^{*}kT/h^{2})^{3 \over 2}}
که در آن *meو*mh  به ترتیب چگالی حالت‌های جرم مؤثر الکترون‌ها و حفره‌ها هستند، مقادیری که تقریباً در دما ثابت هستند.

## تکنیک های دوپینگ و سنتز

### دوپینگ در طول رشد کریستال
برخی از مواد ناخالص اضافه می شوند زیرا کریستال (معمولاً سیلیکون) توسط فرآیند چکرالسکی رشد می کند، که به ویفر دوپینگ اولیه تقریباً یکنواختی می دهد.[8]
متناوبا، سنتز نمونه های نیمه هادی ممکن است شامل استفاده از اپیتاکسی فاز بخار باشد. در اپیتاکسی فاز بخار، یک گاز حاوی پیش ساز ناخالصی می تواند وارد راکتور شود. به عنوان مثال، در مورد گاز دوپینگ نوع n از آرسنید گالیم، سولفید هیدروژن اضافه می شود و گوگرد در ساختار گنجانده می شود.[9] این فرآیند با غلظت ثابت گوگرد در سطح مشخص می شود.[10] در مورد نیمه هادی ها به طور کلی، فقط یک لایه بسیار نازک از ویفر باید دوپ شود تا خواص الکترونیکی مورد نظر به دست آید.

### دوپینگ پس از رشد
برای تعریف عناصر مدار، نواحی انتخاب شده - که معمولاً با فوتولیتوگرافی کنترل می شوند - بیشتر توسط فرآیندهایی مانند انتشار و کاشت یون دوپ می شوند، روش دوم به دلیل افزایش قابلیت کنترل در تولیدات بزرگ محبوب تر است.

### دوپینگ تبدیل نوترون
همچنین ببینید: فعال سازی نوترونی
دوپینگ تبدیل نوترون (NTD) یک روش دوپینگ غیر معمول برای کاربردهای خاص است. معمولاً برای دوپ کردن سیلیکون نوع n در آشکارسازهای نیمه رسانا و نیمه هادی پرقدرت استفاده می شود. این بر اساس تبدیل ایزوتوپ Si-30 به اتم فسفر توسط جذب نوترون به شرح زیر است:
{\displaystyle ^{30}Si(n,\gamma )^{31}Si\longrightarrow ^{31}P+\beta ^{-}(T_{1/2}=2.62h)}
در عمل، سیلیکون معمولاً در نزدیکی یک راکتور هسته ای قرار می گیرد تا نوترون ها را دریافت کند. همانطور که نوترون ها از طریق سیلیکون عبور می کنند، اتم های فسفر بیشتر و بیشتری در اثر تغییر شکل تولید می شوند و بنابراین دوپینگ بیشتر و قوی تر از نوع n می شود. روش دوپینگ NTD بسیار کمتر از انتشار یا کاشت یون است، اما مزیت ایجاد توزیع ناخالصی بسیار یکنواخت را دارد. معمولاً در هنگام ساخت ويفر عنصرهای ناخالصی به نیم‌رسانا افزوده می‌شوند. اگر نیاز باشد، سپس مقداری ناخالصی دیگر نیز به روش نفوذ یا کاشت یون افزوده می‌گردد. روش کاشت یون در تولید انبوه کاربرد بیشتری دارد زیرا کنترل‌پذیرتر است.

## عناصر ناخالصی‌ها

### نیمه هادی های گروه چهارم
(توجه: هنگام بحث درباره گروه‌های جدول تناوبی، فیزیکدانان نیمه‌رسانا همیشه از نماد          قدیمی‌تر استفاده می‌کنند، نه نماد گروه IUPAC فعلی. به عنوان مثال، گروه کربن «گروه IV» نامیده می‌شود، نه «گروه 14».)

برای نیمه هادی های گروه IV مانند الماس، سیلیکون، ژرمانیوم، کاربید سیلیکون و سیلیکون ژرمانیوم، رایج ترین مواد ناخالص پذیرنده های گروه III یا اهداکنندگان عناصر گروه V هستند. از بور، آرسنیک، فسفر و گاهی گالیم برای دوپ کردن سیلیکون استفاده می شود. بور ناخالصی نوع p انتخابی برای تولید مدار مجتمع سیلیکونی است زیرا با سرعتی پخش می شود که عمق اتصالات را به راحتی قابل کنترل می کند. فسفر معمولاً برای دوپینگ فله ای ویفرهای سیلیکونی استفاده می شود، در حالی که آرسنیک برای پخش اتصالات استفاده می شود، زیرا کندتر از فسفر پخش می شود و بنابراین قابل کنترل تر است.
با دوپینگ سیلیکون خالص با عناصر گروه V مانند فسفر، الکترون‌های ظرفیت اضافی اضافه می‌شوند که از اتم‌های منفرد نامحدود می‌شوند و به ترکیب اجازه می‌دهند تا یک نیمه‌رسانای n نوع رسانای الکتریکی باشد. دوپینگ با عناصر گروه III، که الکترون چهارم ظرفیت را ندارند، "پیوندهای شکسته" (حفره) را در شبکه سیلیکونی ایجاد می کند که حرکت آزاد دارند. نتیجه یک نیمه هادی از نوع p رسانای الکتریکی است. در این زمینه، عنصر گروه V به عنوان دهنده الکترون و عنصر گروه III به عنوان پذیرنده گفته می شود. این یک مفهوم کلیدی در فیزیک یک دیود است.
یک نیمه هادی بسیار دوپ شده بیشتر شبیه یک رسانا خوب (فلز) رفتار می کند و بنابراین ضریب حرارتی مثبت خطی بیشتری را نشان می دهد. چنین اثری برای مثال در حسگرها استفاده می شود. دوز کمتری از دوپینگ در انواع دیگر ترمیستورها (NTC یا PTC) استفاده می شود.

### ناخالصی های سیلیکون
پذیرنده ها، نوع P:
- بور یک ناخالصی از نوع p است. سرعت انتشار آن امکان کنترل آسان عمق اتصالات را فراهم می کند. رایج در فناوری CMOS. می توان با انتشار گاز دی بوران اضافه کرد. تنها پذیرنده با حلالیت کافی برای امیترهای کارآمد در ترانزیستورها و سایر کاربردهایی که نیاز به غلظت ناخالصی بسیار بالایی دارند. بور تقریباً به سرعت فسفر منتشر می شود.

- آلومینیوم برای انتشار p عمیق استفاده می شود. در VLSI و ULSI محبوب نیست. همچنین ناخالصی غیر عمدی رایج.

- گالیوم یک ماده ناخالصی است که برای آشکارسازهای سیلیکونی رسانش نوری مادون قرمز با طول موج بلند در پنجره اتمسفر 8-14 میکرومتر استفاده می‌شود. سیلیکون دوپ شده با گالیوم نیز برای سلول های خورشیدی امیدوار کننده است،به دلیل طول عمر حامل اقلیت طولانی آن بدون تخریب مادام العمر است. به این ترتیب به عنوان جایگزینی از بسترهای دوپ شده بور برای کاربردهای سلول خورشیدی اهمیت پیدا می کند.

- ایندیوم یک ماده ناخالصی است که برای آشکارسازهای سیلیکونی رسانش نوری مادون قرمز با طول موج بلند در پنجره اتمسفر 3-5 میکرومتر استفاده می شود.

اهدا کنندگان، نوع N:
- فسفر یک ناخالصی از نوع n است. به سرعت منتشر می شود، بنابراین معمولاً برای دوپینگ فله یا برای تشکیل چاه استفاده می شود. در سلول های خورشیدی استفاده می شود. می توان با انتشار گاز فسفین اضافه کرد. دوپینگ انبوه را می توان با تبدیل هسته ای، با تابش سیلیکون خالص با نوترون در یک راکتور هسته ای به دست آورد. فسفر همچنین اتم های طلا را به دام می اندازد که در غیر این صورت به سرعت از طریق سیلیکون پخش می شود و به عنوان مراکز نوترکیبی عمل می کند.

- آرسنیک یک ناخالصی از نوع n است. انتشار کندتر آن امکان استفاده از آن را برای اتصالات پراکنده فراهم می کند. برای لایه های مدفون استفاده می شود. دارای شعاع اتمی مشابه به سیلیکون، غلظت بالایی را می توان به دست آورد. میزان انتشار آن در حدود یک دهم فسفر یا بور است، بنابراین در جایی استفاده می شود که ماده ناخالص در طول پردازش حرارتی بعدی در جای خود باقی بماند. مفید برای انتشار کم عمق که در آن مرز ناگهانی به خوبی کنترل شده مورد نظر است. ناخالصی ترجیحی در مدارهای VLSI. ناخالصی ترجیحی در محدوده مقاومت کم.

- آنتیمون یک ناخالصی از نوع n است. ضریب انتشار کمی دارد. برای لایه های مدفون استفاده می شود. دارای نفوذ پذیری مشابه آرسنیک، به عنوان جایگزین آن استفاده می شود. انتشار آن عملاً کاملاً جانشینی است و هیچ گونه بینابینی ندارد، بنابراین عاری از اثرات غیرعادی است. برای این خاصیت برتر، گاهی به جای آرسنیک در VLSI استفاده می شود. دوپینگ سنگین با آنتیموان برای دستگاه های قدرت مهم است. سیلیکون به شدت دوپ شده با آنتیموان دارای غلظت کمتری از ناخالصی های اکسیژن است. حداقل اثرات اتودوپینگ آن را برای بسترهای اپیتاکسیال مناسب می کند.
- بیسموت یک ناخالصی امیدوارکننده برای آشکارسازهای سیلیکونی رسانش نوری مادون قرمز با طول موج بلند است، که یک جایگزین مناسب از نوع n برای ماده دوپ شده با گالیوم نوع p است.

- لیتیوم برای دوپینگ سیلیکون برای سلول های خورشیدی سخت شده با تشعشع استفاده می شود. حضور لیتیوم نقص در شبکه تولید شده توسط پروتون ها و نوترون ها را بازپخت می کند. لیتیوم را می توان به سیلیکون p+ دوپ شده با بور، در مقادیری که به اندازه کافی کم باشد تا خصوصیات p ماده را حفظ کند، یا به اندازه کافی زیاد برای مقابله با آن نسبت به نوع n با مقاومت کم، معرفی کرد.

دیگر :
- ژرمانیوم را می توان برای مهندسی شکاف باند استفاده کرد. لایه ژرمانیوم همچنین از انتشار بور در طی مراحل بازپخت جلوگیری می کند و به اتصالات p-MOSFET فوق کم عمق اجازه می دهد. دوپینگ فله ای ژرمانیوم عیوب فضای خالی بزرگ را سرکوب می کند، جذب داخلی را افزایش می دهد و استحکام مکانیکی ویفر را بهبود می بخشد.

- از سیلیکون، ژرمانیوم و زنون می توان به عنوان پرتوهای یونی برای پیش آمورفیزاسیون سطوح ویفر سیلیکونی استفاده کرد. تشکیل یک لایه آمورف در زیر سطح، امکان تشکیل اتصالات فوق کم عمق را برای p-MOSFET ها فراهم می کند.
- نیتروژن برای رشد کریستال سیلیکون بدون نقص مهم است. استحکام مکانیکی شبکه را بهبود می بخشد، تولید عیب میکرو را افزایش می دهد، تجمع جای خالی را سرکوب می کند.
- طلا و پلاتین برای کنترل طول عمر حامل های اقلیت استفاده می شود. آنها در برخی از برنامه های تشخیص مادون قرمز استفاده می شوند. طلا یک سطح دهنده 0.35 eV بالاتر از باند ظرفیت و یک سطح گیرنده 0.54 eV زیر نوار رسانش معرفی می کند. پلاتین یک سطح اهدا کننده را نیز در 0.35 eV بالاتر از باند ظرفیت معرفی می کند، اما سطح گیرنده آن تنها 0.26 eV زیر باند هدایت است. از آنجایی که سطح پذیرنده در سیلیکون نوع n کم‌عمق‌تر است، نرخ تولید بار فضایی کمتر است و بنابراین جریان نشتی نیز کمتر از دوپینگ طلا است. در سطوح تزریق بالا، پلاتین برای کاهش طول عمر عملکرد بهتری دارد. بازیابی معکوس دستگاه های دوقطبی بیشتر به طول عمر سطح پایین بستگی دارد و کاهش آن توسط طلا بهتر انجام می شود. طلا یک معاوضه خوب بین افت ولتاژ رو به جلو و زمان بازیابی معکوس برای دستگاه های دوقطبی سوئیچینگ سریع فراهم می کند، جایی که شارژ ذخیره شده در مناطق پایه و کلکتور باید به حداقل برسد. برعکس، در بسیاری از ترانزیستورهای قدرت، طول عمر حامل اقلیت طولانی برای دستیابی به سود خوب مورد نیاز است، و ناخالصی‌های طلا/پلاتین باید کم نگه داشته شوند.

### سایر نیمه هادی ها
در لیست زیر، "(جایگزین X)" به همه مواد قبل از پرانتز اشاره دارد.

#### آرسنید گالیوم
- نوع n: تلوریم، گوگرد (جایگزین As)؛ قلع، سیلیکون، ژرمانیوم (جایگزین Ga)

- نوع p: بریلیم، روی، کروم (جایگزین Ga)؛ سیلیکون، ژرمانیوم، کربن (جایگزین As)

#### فسفید گالیم
- نوع n: تلوریم، سلنیوم، گوگرد (جایگزین فسفر)
- نوع p: روی، منیزیم (جایگزین Ga)؛ قلع (جایگزین P)
- ایزوالکتریک: نیتروژن (جایگزین P) برای فعال کردن لومینسانس در LED های سبز قدیمی اضافه می شود (GaP دارای شکاف باند غیر مستقیم است)

#### نیترید گالیم، نیترید گالیم ایندیم، نیترید گالیم آلومینیوم
- نوع n: سیلیکون (جایگزین Ga)، ژرمانیوم (جایگزین Ga، تطابق بهتر شبکه)، کربن (جایگزین Ga، به طور طبیعی در لایه های رشد یافته با برآرایی بخار فلز-آلی در غلظت کم جاسازی می شود)
- نوع p: منیزیم (جایگزین Ga) -( چالش برانگیز به دلیل انرژی یونیزاسیون نسبتاً بالا در بالای لبه باند ظرفیت، انتشار قوی منیزیم بینابینی، مجموعه های هیدروژنی که گیرنده های منیزیم را غیرفعال می کنند و با خود جبرانی منیزیم در غلظت های بالاتر)

#### تلورید کادمیوم
- نوع n: ایندیم، آلومینیوم (جایگزین سی دی)؛ کلر (جایگزین T)
- نوع p: فسفر (جایگزین Te)؛ لیتیوم، سدیم (جایگزین سی دی)

#### سولفید کادمیوم
- نوع n: گالیم (جایگزین سی دی). ید، فلوئور (جایگزین S)
- نوع p: لیتیوم، سدیم (جایگزین Cd)

## جبران خسارت
در بیشتر موارد، انواع مختلفی از ناخالصی ها در نیمه هادی دوپینگ حاصل وجود دارند. اگر تعداد مساوی دهنده و پذیرنده در نیمه هادی وجود داشته باشند، الکترون های هسته اضافی ارائه شده توسط اولی برای ارضای پیوندهای شکسته ناشی از دومی مورد استفاده قرار می گیرند، به طوری که دوپینگ هیچ حامل آزاد از هر دو نوع تولید نمی کند. این پدیده به عنوان جبران شناخته می شود و در اتصال p-n در اکثریت قریب به اتفاق دستگاه های نیمه هادی رخ می دهد.
جبران جزئی، در جایی که تعداد اهداکنندگان از پذیرنده ها بیشتر است یا برعکس، به سازندگان دستگاه اجازه می دهد تا به طور مکرر نوع لایه خاصی را در زیر سطح یک نیمه هادی حجیم با پخش یا کاشت دوزهای بالاتر از مواد ناخالص، که اصطلاحاً ضد دوپینگ نامیده می شود، معکوس کنند (معکوس کنند). اکثر دستگاه های نیمه هادی مدرن با مراحل متوالی ضد دوپینگ انتخابی برای ایجاد نواحی لازم از نوع P و N در زیر سطح سیلیکون حجیم ساخته می شوند. این جایگزینی برای رشد متوالی چنین لایه‌هایی با اپیتاکسی است.
اگرچه می توان از جبران برای افزایش یا کاهش تعداد دهنده ها یا پذیرنده ها استفاده کرد، تحرک الکترون و حفره همیشه با جبران کاهش می یابد زیرا تحرک تحت تأثیر مجموع یون های دهنده و گیرنده قرار می گیرد.

## دوپینگ در پلیمرهای رسانا
مقاله اصلی: پلیمر رسانا
پلیمرهای رسانا را می‌توان با افزودن واکنش‌دهنده‌های شیمیایی برای اکسید کردن، یا گاهی کاهش دادن سیستم، دوپ کرد تا الکترون‌ها به اوربیتال‌های رسانا در سیستم رسانای بالقوه از قبل فشار داده شوند. دو روش اصلی برای دوپینگ پلیمر رسانا وجود دارد که هر دو از فرآیند کاهش اکسیداسیون (به عنوان مثال ردوکس) استفاده می کنند.
1. دوپینگ شیمیایی شامل قرار دادن پلیمری مانند ملانین، معمولاً یک لایه نازک، در معرض اکسیدانی مانند ید یا برم است. روش دیگر، پلیمر می تواند در معرض یک احیا کننده قرار گیرد. این روش بسیار کمتر رایج است و معمولاً شامل فلزات قلیایی است.
2. دوپینگ الکتروشیمیایی شامل تعلیق یک الکترود فعال با پوشش پلیمری در محلول الکترولیت است که در آن پلیمر به همراه الکترودهای شمارنده و مرجع جداگانه نامحلول است. یک اختلاف پتانسیل الکتریکی بین الکترودها ایجاد می‌شود که باعث می‌شود یک بار و یون شماره‌دار مناسب از الکترولیت به شکل افزودن الکترون (یعنی n-doping) یا حذف (یعنی p-doping) وارد پلیمر شود.

دوپینگ N بسیار کمتر رایج است زیرا جو زمین غنی از اکسیژن است، بنابراین یک محیط اکسید کننده ایجاد می کند. یک پلیمر غنی از الکترون و دوپ شده با n فوراً با اکسیژن عنصری واکنش می دهد تا پلیمر را از بین ببرد (یعنی به حالت خنثی دوباره اکسید شود). بنابراین، n-doping شیمیایی باید در محیطی از گاز بی اثر (به عنوان مثال، آرگون) انجام شود. دوپینگ الکتروشیمیایی n در تحقیقات بسیار رایج تر است، زیرا حذف اکسیژن از یک حلال در یک فلاسک مهر و موم شده آسان تر است. با این حال، بعید است که پلیمرهای رسانا با n دوپ شده به صورت تجاری در دسترس باشند.

## دوپینگ در نیمه هادی های مولکولی آلی
آلاینده های مولکولی در نیمه هادی های مولکولی دوپینگ به دلیل سازگاری آنها با میزبان ترجیح داده می شوند، یعنی دمای تبخیر مشابه یا حلالیت قابل کنترل. ) عموماً مفید هستند و محصور فضایی عالی را برای استفاده در ساختارهای چندلایه مانند OLED و سلول‌های خورشیدی ارگانیک ایجاد می‌کنند. ناخالصی های معمولی نوع p شامل F4-TCNQ و Mo(tfd)3 می باشد. با این حال، مشابه مشکلی که در پلیمرهای رسانای دوپینگ با آن مواجه می‌شویم، ناخالصی های n پایدار در هوا مناسب برای مواد با میل الکترون خواهی کم (EA) هنوز گریزان هستند. اخیراً، فعال‌سازی نوری با ترکیبی از ناخالصی‌های دیمری قابل جداسازی، مانند 2[RuCp∗Mes]، مسیر جدیدی را برای تحقق n-دوپینگ مؤثر در مواد با EA پایین پیشنهاد می‌کند.

## دوپینگ مغناطیسی
مقاله اصلی: نیمه هادی مغناطیسی(به انگلیسی: Magnetic semiconductor)
تحقیقات روی دوپینگ مغناطیسی نشان داده است که تغییرات قابل توجهی در برخی خواص مانند گرمای ویژه ممکن است تحت تأثیر غلظت های کوچک یک ناخالصی باشد. به عنوان مثال، ناخالصی های ناخالص در آلیاژهای فرومغناطیسی نیمه رسانا می توانند خواص متفاوتی را ایجاد کنند که اولین بار توسط White، Hogan، Suhl و Nakamura پیش بینی شده است. گنجاندن عناصر ناخالص برای ایجاد مغناطیس رقیق در زمینه نیمه هادی های مغناطیسی از اهمیت رو به رشدی برخوردار است. وجود گونه‌های فرومغناطیسی پراکنده، کلید عملکرد اسپینترونیک در حال ظهور است، کلاسی از سیستم‌هایی که علاوه بر بار، از اسپین الکترون نیز استفاده می‌کنند. با استفاده از نظریه تابعی چگالی (DFT) می توان رفتار مغناطیسی وابسته به دما مواد ناخالص در یک شبکه معین را برای شناسایی سیستم های نیمه هادی زیر نظر مدل کرد.

## ناخالصی منفرد در نیمه هادی ها
وابستگی حساس خواص نیمه هادی به مواد ناخالص، طیف گسترده ای از پدیده های قابل تنظیم را برای کاوش و اعمال در دستگاه ها فراهم کرده است. شناسایی اثرات یک ناخالصی منفرد بر عملکرد دستگاه تجاری و همچنین بر روی خواص اساسی یک ماده نیمه هادی امکان پذیر است. کاربردهای جدیدی در دسترس قرار گرفته اند که به شخصیت مجزای یک ناخالصی نیاز دارند، مانند دستگاه های تک اسپین در حوزه اطلاعات کوانتومی یا ترانزیستورهای تک ناخالص. پیشرفت‌های چشمگیر در دهه گذشته به سمت مشاهده، ایجاد کنترل‌شده و دستکاری مواد ناخالص منفرد، و همچنین کاربرد آن‌ها در دستگاه‌های جدید، امکان باز کردن زمینه جدید سولوترونیک (اپتوالکترونیک ناخالص انفرادی) را فراهم کرده است.

## دوپینگ مدولاسیون
الکترون‌ها یا حفره‌هایی که توسط دوپینگ وارد می‌شوند متحرک هستند و می‌توانند از نظر فضایی از اتم‌های ناخالصی که از آنها جدا شده‌اند جدا شوند. با این حال، اهداکنندگان و گیرنده‌های یونیزه شده الکترون‌ها و حفره‌ها را جذب می‌کنند، بنابراین این جداسازی فضایی به تغییرات ناگهانی سطوح ناخالصی، شکاف نواری (مثلاً یک چاه کوانتومی)، یا میدان‌های الکتریکی داخلی (مثلاً در مورد کریستال‌های غیرمتقارن) نیاز دارد. این روش دوپینگ مدولاسیون نامیده می‌شود و به دلیل سرکوب پراکندگی حامل- اهداکننده سودمند است و امکان تحرک بسیار بالا را می‌دهد.